# Straight Out of Hell
Straight Out of Hell (с англ. — «Прямиком из ада») — четырнадцатый студийный альбом немецкой пауэр-метал-группы Helloween, выпущенный 18 января 2013 года на лейбле The End Records.

## Об альбоме
Гитарист и один из основателей группы Михаэль Вайкат говорил про альбом: «Straight Out of Hell является последовательным развитием двух предыдущих альбомов. Новые песни являются продолжением направления в 7 Sinners, только они менее думовские и заметно более позитивные. Эти песни надерут задницу даже самому ленивому слушателю». Через три месяца после выпуска альбома он снова прокомментировал его, сказав, что, по его мнению, он очень доступный для слушателя.
Энди Дерис подтвердил, что Straight Out of Hell намеренно создавался как «счастливый» альбом Helloween. Это было, по словам Дериса, отчасти в ответ на более мрачный материал группы в течение предыдущих 10 лет, а отчасти из-за заинтересованности группы в выпуске «позитивного» альбома в свете новостей о конце света 2012 года (2012).

## Песни
Война и мир — темы первых двух песен. Вступительный трек «Nabataea» отсылает к древнему Набатейскому царству, которое существовало на территории современной Иордании. Вокалист Энди Дерис объяснил, что Набатея — это «нация, которая […] была, вероятно, единственной страной, которая никогда не вела войну с другими странами». На отредактированную версию «Nabataea» был снят видеоклип. Напротив, о принятии войн современным миром повествует второй трек, «World of War», который исследует, как современное человечество воспринимает войну как неизбежность и, по-видимому, мало заботится о жертвах, по словам Дериса.
Вопрос веры рассматривается в «Far From the Stars», касательно которого басист Маркус Гросскопф объяснял, что сила веры, независимо от того, связана она с религией или нет, необходима для выживания. В последнем треке «Church Breaks Down» использован другой подход, в котором освещаются действия католической церкви на протяжении веков, такие как её отказ адаптироваться к научным разработкам, наподобие теории эволюции.
Несколько песен посвящены глупостям, а иногда и странным верованиям человечества. «Burning Sun» имеет более беззаботный характер, она описывает главного героя, который, по словам Вайката, мечтает направить космический корабль к Солнцу. Версия трека с органом Хаммонда (в исполнении сессионного клавишника Helloween Матиаса Ульмера) была посвящена покойному клавишнику Deep Purple Джону Лорду и включена в качестве бонус-трека в ограниченное и японское издания альбома. «Waiting for the Thunder» является фортепианной песней о нераскаявшемся человеке, который, совершив проступок, просто ждет наказания, а не пытается загладить свою вину. Дерис признавался, что «иногда я знаю, что я тот парень».
В дополнение к посвящению «Burning Sun» Джону Лорду, Helloween посвятил «Wanna Be God» покойному Фредди Меркьюри из Queen из-за его сходства с рок-треком Queen «We Will Rock You». Ранее, 12 декабря 2012 года, главный редактор Metal Shock Finland Мохсен Файязи сравнил ударные этого трека с бразильскими традиционными ритмами, а также написал: «Кажется, они хотели примерить обувь Queen, так как этот трек звучит как «We Will Rock You» от Queen для меня».
Заглавный трек заигрывает с клише хеви-метала, в то время как «Years» зацикливается на тематике жизни и смерти, а «Make Fire Catch the Fly» обсуждает страх быть отвергнутым, который может заставить человека никогда не признаваться в любви к другому.

## Список композиций
| №                   | Название                                | Автор(ы)            | Длительность |
| ------------------- | --------------------------------------- | ------------------- | ------------ |
| 1.                  | «Nabataea»                              | Энди Дерис          | 7:03         |
| 2.                  | «World of War»                          | Саша Герстнер       | 4:56         |
| 3.                  | «Live Now!»                             | Дерис, Герстнер     | 3:10         |
| 4.                  | «Far from the Stars»                    | Маркус Гросскопф    | 4:41         |
| 5.                  | «Burning Sun»                           | Михаэль Вайкат      | 5:33         |
| 6.                  | «Waiting for the Thunder»               | Дерис               | 3:53         |
| 7.                  | «Hold Me in Your Arms»                  | Герстнер            | 5:10         |
| 8.                  | «Wanna Be God» (памяти Фредди Меркьюри) | Дерис               | 2:02         |
| 9.                  | «Straight Out of Hell»                  | Гросскопф           | 4:33         |
| 10.                 | «Asshole»                               | Герстнер            | 4:10         |
| 11.                 | «Years»                                 | Вайкат              | 4:22         |
| 12.                 | «Make Fire Catch the Fly»               | Дерис               | 4:22         |
| 13.                 | «Church Breaks Down»                    | Герстнер            | 6:06         |
| Общая длительность: | Общая длительность:                     | Общая длительность: | 60:00        |

| №                   | Название                                                         | Автор(ы)            | Длительность |
| ------------------- | ---------------------------------------------------------------- | ------------------- | ------------ |
| 14.                 | «Another Shot of Life»                                           | Гросскопф           | 5:13         |
| 15.                 | «Burning Sun» (памяти Джона Лорда; исполнена на органе Хаммонда) | Вайкат              | 5:34         |
| Общая длительность: | Общая длительность:                                              | Общая длительность: | 70:46        |

| №                   | Название                                                         | Автор(ы)            | Длительность |
| ------------------- | ---------------------------------------------------------------- | ------------------- | ------------ |
| 14.                 | «No Eternity»                                                    | Гросскопф           | 3:34         |
| 15.                 | «Burning Sun» (памяти Джона Лорда; исполнена на органе Хаммонда) | Вайкат              | 5:34         |
| Общая длительность: | Общая длительность:                                              | Общая длительность: | 69:10        |

## Участники записи
Helloween
- Энди Дерис — вокал
- Михаэль Вайкат — гитара, бэк-вокал
- Саша Герстнер — гитара, бэк-вокал
- Маркус Гросскопф — бас-гитара, бэк-вокал
- Даниэль Лёбле — ударные

Приглашённые музыканты
- Матиас Ульмер — клавишные

Производственный персонал
- Чарли Бауэрфейнд[англ.] — продюсирование, звукоиженер, сведение
- Томас Гейгер — второй звукоинженер, монтаж звука
- Мартин Хойслер — обложка, фотографии

## Чарты
| Чарт (2013)                         | Высшая позиция |
| ----------------------------------- | -------------- |
| Австрия (Ö3 Austria)                | 22             |
| Бельгия/Фландрия (Ultratop)         | 86             |
| Бельгия/Валлония (Ultratop)         | 64             |
| Канада (Canadian Albums Chart)      | 75             |
| Финляндия (Suomen virallinen lista) | 4              |
| Франция (SNEP)                      | 50             |
| Германия (Offizielle Top 100)       | 4              |
| Венгрия (MAHASZ)                    | 10             |
| Япония (Oricon)                     | 11             |
| Норвегия (VG-lista)                 | 21             |
| Испания (PROMUSICAE)                | 46             |
| Швеция (Sverigetopplistan)          | 6              |
| Швейцария (Schweizer Hitparade)     | 12             |
| США (Billboard 200)                 | 97             |